# هانس-پیتر بریگل
هانس-پیتر بریگل (به آلمانی: Hans-Peter Briegel) بازیکن فوتبال و مدافع اهل آلمان است که از سال ۱۹۷۹ میلادی عضو تیم ملی فوتبال آلمان بوده‌است. وی در ۷۲ بازی ملی حضور داشته است و آخرین بازی ملی خود را در سال ۱۹۸۶ میلادی انجام داد. هانس-پیتر بریگل در بازی‌های ملی‌اش ۴ گل به ثمر رساند.